# Phenom
Phenom er et mærke af processorer til personlige computere fra AMD, som er delt ind i Phenom og Phenom II familierne. Processorene laves med både 2, 3 og 4 separate kerner. Phenom II har et betydeligt mindre strømforbrug end Phenom ved både ubenyttet og fuldt belastet system. Følgende ses de væsentligste forskelle imellem de to familier.

## Phenom
- Clock frekvens: 1.8 GHz til 2.6 GHz.
- Hukommelse: DDR2 RAM.
- Processor sokkel: Socket AM2+.
- Fabrikationsskala: 65 nm.

## Phenom II
- Clock frekvens: 2.5 GHz to 3.4 GHz.
- Hukommelse: DDR3 og DDR2 RAM.
- Processor sokkel: Socket AM3 og AM2+.
- Fabrikationsskala: 45 nm.